# Brommella funaria
Espèce
Brommella funaria est une espèce d'araignées aranéomorphes de la famille des Cicurinidae.

## Distribution
Cette espèce est endémique du Guangxi en Chine,. Elle se rencontre à Yizhou dans la grotte Xiannüyan.

## Description
Le mâle holotype mesure 1,90 mm et la femelle paratype 2,05 mm, les mâles mesurent de 1,6 à 1,9 mm et les femelles de 1,80 à 2,50 mm.

## Systématique et taxinomie
Cette espèce a été décrite par Li en 2017.

## Publication originale
- Li & Wang, 2017 : « New cave-dwelling spiders of the family Dictynidae (Arachnida, Araneae) from Guangxi and Guizhou, China. » Zoological Systematics, vol. 42, no 2, p. 125-228 (texte intégral).